# Алмалы (Жетысайский район)
Алмалы (каз. Алмалы, до 2000 г. — Коммунизм) — село в Жетысайском районе Туркестанской области Казахстана. Входит в состав Макталинского сельского округа. Находится примерно в 28 км к северо-западу от районного центра, города Жетысай. Код КАТО — 514479580.

## Население
В 1999 году население села составляло 917 человек (474 мужчины и 443 женщины). По данным переписи 2009 года, в селе проживало 1109 человек (554 мужчины и 555 женщин).